# Willard Libby
Willard Frank Libby (ur. 17 grudnia 1908, zm. 8 września 1980 w Los Angeles) – chemik amerykański, laureat Nagrody Nobla w dziedzinie chemii za rok 1960.

## Młodość i edukacja
Urodził się 17 grudnia 1908 w Grand Valley, w stanie Kolorado. Jego ojciec, Ora Edward Libby, był rolnikiem, edukację zakończył na trzeciej klasie szkoły podstawowej. Matką Willarda Franka była Eva May Rivers. W 1913 rodzice przenieśli się do północnej Kalifornii i zajęli się sadownictwem. Willard ukończył szkołę średnią w 1926. Zachęcany przez rodziców, kształcił się dalej na Uniwersytecie Kalifornijskim w Berkeley. Początkowo zamierzał zostać inżynierem górnikiem, później zainteresowała go chemia, matematyka i fizyka. Studia ukończył w 1931.
W ciągu dwóch lat po uzyskaniu doktoratu Libby prowadził badania w dziedzinie niskich energii i promieniotwórczości. W tym czasie zbudował czuły licznik Geigera do wykrywania słabego promieniowania. W latach 1933–1940 wykładał na Uniwersytecie w Berkeley.

## Projekt Manhattan
W czasie II wojny światowej Libby przeniósł się do War Research Division przy Uniwersytecie Columbia i w ramach Projektu Manhattan prowadził badania nad energią atomową. Wziął udział w opracowaniu sposobu rozdzielania izotopów uranu, potrzebnych do uzyskania bomby atomowej. To ważne osiągnięcie opierało się na zasadach, które Libby później wykorzystał w pracach nad datowaniem za pomocą węgla promieniotwórczego C-14.

## Wynalezienie datowania radiowęglowego
Libby wynalazł metodę mierzenia czasu połowicznego rozpadu izotopu węgla 14C, co stało się podstawą bardzo ścisłego datowania próbek, tzw. datowania radiowęglowego, zwłaszcza pochodzenia organicznego (zwłok, szkieletów, papirusów, skamielin itd.). Metoda ta znalazła zastosowanie we współczesnej archeologii i kryminologii. W 1960 r. Libby otrzymał za jej opracowanie Nagrodę Nobla w dziedzinie chemii.
Już wcześniej zauważono, że rozpad promieniotwórczy dostarcza informacji na temat wieku Ziemi. Po kilku latach od odkrycia promieniotwórczości stwierdzono, że rozpad jądra prowadzi do przekształcenia nietrwałych pierwiastków promieniotwórczych w trwałe, zwykłe pierwiastki, przy czym czas rozpadu jest charakterystyczny dla danego izotopu i można go oznaczyć. Już w 1904 r. Ernest Rutherford doszedł do wniosku, że zjawisko to może posłużyć do określenia wieku Ziemi. W rok później tym problemem zajął się amerykański chemik Bertram Borden Boitwood. W 1907 r. opracował metodę, dzięki której ustalił wiek Ziemi na 2,2 mld lat, a wiek Układu Słonecznego co najmniej na 5 mld lat.
Ważne dla sprawdzenia tej hipotezy okazało się uwzględnienie możliwości, jakie zawierały wykryte w 1939 r. promieniowanie kosmiczne bombardujące Ziemię. Promieniowanie kosmiczne to strumień cząstek elementarnych stale docierających z przestrzeni kosmicznej na Ziemię. Cząstki zawarte w promieniowaniu kosmicznym po drodze zderzają się i wchodzą w reakcję z cząsteczkami azotu. W 1946 Libby wykazał, że pewna część atomów azotu zmienia się w promieniotwórczy węgiel, czyli w izotop węgla C-14, a ten z kolei szybko przechodzi w dwutlenek węgla, przyswajany przez rośliny i obecny w całej przyrodzie. Wobec tego wszystkie organizmy żywe pochłaniają naturalny C-14 wraz z pożywieniem.
Libby wysunął hipotezę, że zasadne jest przypuszczenie, iż zawartość C-14 w organizmach żywych pozostaje stosunkowo niezmienna w ciągu całego ich życia, to znaczy tak długo, jak długo przyswajają one składniki odżywcze. Po obumarciu organizmu izotop C-14, znajdujący się w roślinach i zwierzętach, rozpada się, a jego zawartość z czasem się zmniejsza. Czas połowicznego rozpadu uranu U-238 wynosi 4,5 mld lat, a węgla C-14 jak stwierdzono około 1940 r. jest stosunkowo krótki i wynosi zaledwie około 5730 lat.
Libby zbudował specjalny licznik Geigera, zamknięty w grubej ołowianej obudowie, która pochłaniała naturalne promieniowanie z zewnątrz, i opracował metodykę pomiarów. Najpierw sprawdził metodę na roślinach, między innymi na sekwojach kalifornijskich, których wiek ustalono w inny sposób. Później oznaczył wiek przedmiotów wykonanych z drewna – na przykład łodzi pogrzebowej faraona Egiptu Senusreta – lub pozostałości organicznych i osiągnął doskonałą zgodność między wiekiem przewidywanym a ustalonym doświadczalnie.
Zdołał także ustalić wiek najstarszych wytworów człowieka oraz ludzkich wspólnot. Na tej podstawie wysunął wniosek, że epoka lodowcowa skończyła się około 10 000 lat temu, dużo później niż przedtem przypuszczano. Datowanie za pomocą węgla C-14 daje dobre wyniki dla okresu od 500 do 70 000 lat temu.
Po II wojnie światowej Libby zajmował znaczącą pozycję w fizyce amerykańskiej. W 1952 r. Libby opublikował książkę Radiocarbon Dating. W latach 1945–1954 był profesorem chemii w Institute for Nuclear Studies na Uniwersytecie Chicagowskim.

## Dalsza kariera naukowa
Później wziął urlop, by uczestniczyć w pracach Atomic Energy Commission. Libby, mianowany do tego ciała przez prezydenta Dwighta Eisenhowera, był uważany za zwolennika zimnej wojny i obrońcę polityki rządu.
W latach 50. XX w. gorąco popierał budowę przydomowych „schronów atomowych”, które rzekomo miały uchronić ludzi przed śmiertelnymi skutkami promieniowania powstającego na skutek ataku atomowego. Wykazywał zdumiewający spokój w ocenie zagrożenia promieniowaniem i stanowczo opowiadał się za próbami z bronią jądrową.
Od 1959 ostatnie lata pracy zawodowej Libby spędził na wydziale chemii Uniwersytetu Kalifornijskiego w Los Angeles, był także dyrektorem Institute of Geophysics and Planetary Physics.
Przeszedł na emeryturę w 1976. Zmarł 8 września 1980 w wyniku komplikacji wywołanych zapaleniem płuc. 

## Znaczenie
Datowanie za pomocą węgla C-14, od czasu odkrycia, przekształciło się w rozległą dziedzinę badań, w których wykorzystuje się też inne izotopy promieniotwórcze, a stosowane metody są coraz bardziej wyszukane i dokładne. Nowe sposoby, na przykład metoda K-Ar z zastosowaniem promieniotwórczego potasu K-40, służą do ustalania wieku kontynentów i struktury geologicznej. Metody Rb-Sr z zastosowaniem atomów rubidu Rb-87 użyto do ustalenia wieku skał pobranych na Księżycu.

## Życie osobiste i osobowość
Ożenił się z Leonorą Lucindą Hickey, z którą miał córki bliźniaczki, Susan i Janet. Po rozwodzie w 1966 ożenił się z Leoną Woods Marshall.
Był człowiekiem wysokim i mocno zbudowanym, miał rude włosy. Przez całe życie był znany jako „dziki Bili”. Uważano go za dobrego nauczyciela, lecz bardzo surowego dla doktorantów. Jego poglądy na temat koniecznych cech fizyka były typowe dla okresu, w którym żył.

## Publikacje
- Willard F. Libby: Radiocarbon Dating. University of Chicago Press, Chicago 1952